# Sítio do Mato
Sítio do Mato là một đô thị thuộc bang Bahia, Brasil. Đô thị này có diện tích 1709,762 km², dân số năm 2007 là 13979 người, mật độ 8,2 người/km².